# Dicranoloma diaphanoneurum
Dicranoloma diaphanoneurum là một loài Rêu trong họ Dicranaceae. Loài này được (Hampe & Müll. Hal.) Paris mô tả khoa học đầu tiên năm 1904.